# Pannie Kianzad
Pannie Pantea Kianzad (Ahvaz, Irán; 8 de diciembre de 1991) es una artista marcial mixta sueca nacida en Irán. Actualmente está firmada por Ultimate Fighting Championship en la división de peso gallo femenino, habiendo luchado previamente en Invicta FC y Cage Warriors donde ostentó el título de peso gallo.
 A partir del 19 de marzo de 2024, ocupa el puesto número 9 en la clasificación de peso gallo femenino de UFC. 

## Carrera de artes marciales mixtas

### Carrera temprana
Kianzad comenzó su carrera de artes marciales en el boxeo cuando tenía unos 14 años y llegó a competir en unos 30 combates de boxeo amateur. En 2010, compitió en los Campeonatos Nacionales de Suecia de Shootfighting y quedó en segundo lugar reclamando la medalla de plata después de perder con Lina Länsberg en la final. Al año siguiente, con 19 años, se proclamó campeona de Suecia de Shootfighting al derrotar a Genesini Serena por sumisión (barra de brazo) en el segundo asalto.
Tras convertirse en profesional de las MMA, vengó su derrota contra Lina Länsberg en su tercer combate, que ganó por TKO. Acumuló cinco victorias consecutivas en organizaciones menores antes de fichar por Cage Warriors. Durante este periodo pasó del equipo Kaisho en Helsingborg, Suecia, a Rumble Sports en Copenhague, Dinamarca. A partir de 2016, Kianzad entrena con el equipo Arte Suave en Copenhague, Dinamarca.

### Cage Warriors
En 2014 Kianzad firmó con la principal promoción británica Cage Warriors. Hizo su debut promocional contra Megan van Houtum el 22 de agosto de 2014 en Cage Warriors 71. Ganó el combate por TKO en el tercer asalto.
Se esperaba que Kianzad se enfrentara a Agnieszka Niedzwiedz por el título vacante del peso gallo el 15 de noviembre de 2014 en Cage Warriors 74, pero Niedzwiedz se vio obligada a retirarse del combate debido a una lesión y la oponente de Kianzad fue cambiada para ser la luchadora finlandesa Eeva Siiskonen. Tras cinco asaltos, Kianzad derrotó a Siiskonen por decisión unánime (50-45, 50-45, 49-46) y se convirtió en campeona del peso gallo femenino de Cage Warriors.

### Invicta Fighting Championship
Después de permanecer invicta en sus primeros 7 combates, y reclamar el título de Cage Warriors, Kianzad consiguió otro paso en su carrera al ser fichada por Invicta FC en marzo de 2015.
Hizo su debut en la promoción contra Jessica-Rose Clark el 9 de julio de 2015 en Invicta FC 13. Kianzad ganó el combate por decisión unánime.
Kianzad iba a enfrentarse a la recién coronada campeona Tonya Evinger en una pelea por el título el 14 de septiembre de 2015 en Invicta FC 14. Sin embargo, Kianzad no alcanzó el peso para la pelea, por lo que se cambió a un combate sin título. Perdió el combate por TKO en el segundo asalto.
Luchó contra Raquel Pa'aluhi el 14 de enero de 2017 en Invicta FC 21. Perdió el combate por sumisión debido a un estrangulamiento por detrás en el primer asalto.
Kianzad se enfrentó a Sarah Kaufman el 13 de enero de 2018 en Invicta FC 27. En el pesaje, Kianzad pesó 136.7 libras, faltando 0.7 libras del límite máximo en peso gallo de 136 libras. Kianzad fue multada con el veinticinco por ciento de la bolsa de la pelea por no haber alcanzado el peso. Perdió el combate por decisión unánime.
Kianzad luchó contra Bianca Daimoni el 4 de mayo de 2018 en Invicta FC 29. En el pesaje, Kianzad pesó 134.8 libras, mientras que Daimoni pesó 139.6, faltando 3.6 libras del límite superior en el peso gallo, de 136 libras, y el combate se desarrolló en el peso de captura. Daimoni fue multada con el veinticinco por ciento de su bolsa de combate por no haber alcanzado el peso. Kianzad ganó el combate por decisión unánime.
Aproximadamente un mes después luchó contra Kerry Hughes el 9 de junio de 2018 en Danish MMA Night 1. Kianzad tuvo una actuación dominante y ganó por decisión unánime.

### The Ultimate Fighter 28
En agosto de 2018 el patrocinador de Kianzad, Combat Dollies, reveló que había sido seleccionada como luchadora en The Ultimate Fighter 28, donde competiría en el peso pluma.
Kianzad fue la cuarta elegida (segundo entre los pesos pluma) por el entrenador Kelvin Gastelum. Luchó contra Katharina Lehner en los cuartos de final del torneo. Ganó el combate por decisión unánime.
En las semifinales del torneo, Kianzad quedó emparejada con Julija Stoliarenko. Ganó el combate por decisión unánime, asegurándose un puesto en la final.

### Ultimate Fighting Championship
Kianzad se enfrentó a Macy Chiasson en la final el 30 de noviembre de 2018 en The Ultimate Fighter 28 Finale. Perdió el combate por una sumisión por estrangulamiento en el segundo asalto.
Kianzad no recibió un contrato de la UFC tras su derrota en TUF 28 Finale.

### Carrera posterior a la UFC
En su regreso a la escena europea, Kianzad bajó de nuevo a la división de peso gallo y se enfrentó a la veterana de Bellator Iony Razafiarison el 11 de mayo de 2019 en Super Challenge 19. Ganó el combate por decisión unánime.

### Regreso a Ultimate Fighting Championship
Kianzad reemplazó a Melissa Gatto en un combate de corto aviso contra Julia Avila el 6 de julio de 2019 en UFC 239. Perdió el combate por decisión unánime.
Kianzad se enfrentó a Jessica-Rose Clark en una revancha el 9 de noviembre de 2019 en UFC Fight Night: Magomedsharipov vs. Kattar. Ganó el combate por decisión unánime.
Kianzad tenía previsto enfrentarse a Bethe Correia el 9 de mayo de 2020 en UFC 249. Sin embargo, el 9 de abril, el presidente de la UFC, Dana White, anunció que este evento se posponía para una fecha futura. El combate finalmente tuvo lugar el 26 de julio de 2020 en UFC on ESPN: Whittaker vs. Till. Kianzad ganó el combate por decisión unánime. Kianzad entró en la clasificación de la UFC por primera vez en su carrera tras su victoria sobre Correia, número 13 de la clasificación.
Kianzad se enfrentó a Sijara Eubanks el 19 de diciembre de 2020 en UFC Fight Night: Thompson vs. Neal. Ganó el combate por decisión unánime.
Kianzad se enfrentó a Alexis Davis el 12 de junio de 2021 en UFC 263. Ganó el combate por decisión unánime.
Kianzad se enfrentó a Raquel Pennington el 18 de septiembre de 2021 en UFC Fight Night: Smith vs. Spann. Perdió el combate por decisión unánime.
Kianzad se enfrentó a Lina Länsberg el 16 de abril de 2022 en UFC on ESPN 34.  Ella ganó la pelea por decisión unánime. 
Kianzad se enfrentó a Ketlen Vieira el 22 de julio de 2023 en UFC on ESPN+ 82.  Ella perdió la pelea por decisión unánime. 
Kianzad se enfrentó a Macy Chiasson en una revancha el 16 de marzo de 2024 en UFC Fight Night 239.  Ella perdió la pelea por sumisión por estrangulamiento por detrás en el primer asalto. 

## Campeonatos y logros

### Artes marciales mixtas
- Ultimate Fighting Championship
  - Subcampeona de The Ultimate Fighter 28
- Invicta Fighting Championships
  - Actuación de la Noche (una vez) vs. Bianca Daimoni[66]
- Cage Warriors Fighting Championship
  - Campeonato Femenino de Peso Gallo de CWFC (una vez)[67]
  - Invicta en CWFC (2-0)[68]
- Premios de Nordic MMA - MMAViking.com
  - Luchadora del año 2013[69]
  - Luchadora del año 2018[70]
  - Luchadora del año 2020[71]

### Shootfighting
- Liga de Shootfighting Sueca
  - Campeonato Nacional de Peso Pluma Femenino 2010 de Shootfighting 
  - Campeonato Nacional de Peso Pluma Femenino 2011 de Shootfighting [72]

## Récord en artes marciales mixtas
| Resultado | Récord | Oponente           | Método                                 | Evento                                      | Fecha                    | Ronda | Tiempo | Localización        | Notas                                                                                       |
| --------- | ------ | ------------------ | -------------------------------------- | ------------------------------------------- | ------------------------ | ----- | ------ | ------------------- | ------------------------------------------------------------------------------------------- |
| Derrota   | 16-8   | Macy Chiasson      | Sumisión (rear-naked choke)            | UFC Fight Night: Tuivasa vs. Tybura         | 16 de marzo de 2024      | 1     | 3:54   | Las Vegas, Nevada   |                                                                                             |
| Derrota   | 16-7   | Ketlen Vieira      | Decisión (unánime)                     | UFC Fight Night: Aspinall vs. Tybura        | 22 de julio de 2023      | 3     | 5:00   | Londres             |                                                                                             |
| Victoria  | 16-6   | Lina Länsberg      | Decisión (unánime)                     | UFC on ESPN: Luque vs. Muhammad 2           | 16 de abril de 2022      | 3     | 5:00   | Las Vegas, Nevada   |                                                                                             |
| Derrota   | 15-6   | Raquel Pennington  | Decisión (unánime)                     | UFC Fight Night: Smith vs. Spann            | 18 de septiembre de 2021 | 3     | 5:00   | Las Vegas, Nevada   |                                                                                             |
| Victoria  | 15-5   | Alexis Davis       | Decisión (unánime)                     | UFC 263                                     | 12 de junio de 2021      | 3     | 5:00   | Glendale, Arizona   |                                                                                             |
| Victoria  | 14-5   | Sijara Eubanks     | Decisión (unánime)                     | UFC Fight Night: Thompson vs. Neal          | 19 de diciembre de 2020  | 3     | 5:00   | Las Vegas, Nevada   |                                                                                             |
| Victoria  | 13-5   | Bethe Correia      | Decisión (unánime)                     | UFC on ESPN: Whittaker vs. Till             | 26 de julio de 2020      | 3     | 5:00   | Abu Dhabi           |                                                                                             |
| Victoria  | 12-5   | Jessica-Rose Clark | Decisión (unánime)                     | UFC Fight Night: Magomedsharipov vs. Kattar | 9 de noviembre de 2019   | 3     | 5:00   | Moscú               |                                                                                             |
| Derrota   | 11-5   | Julia Avila        | Decisión (unánime)                     | UFC 239                                     | 6 de julio de 2019       | 3     | 5:00   | Las Vegas, Nevada   |                                                                                             |
| Victoria  | 11-4   | Iony Razafiarison  | Decisión (unánime)                     | Superior Challenge 19                       | 11 de mayo de 2019       | 3     | 5:00   | Estocolmo           | Regreso al peso gallo.                                                                      |
| Derrota   | 10-4   | Macy Chiasson      | Sumisión (estrangulamiento por detrás) | The Ultimate Fighter: Heavy Hitters Finale  | 30 de noviembre de 2018  | 2     | 2:11   | Las Vegas, Nevada   | La final del torneo femenino de peso pluma de The Ultimate Fighter 28.                      |
| Victoria  | 10-3   | Kerry Hughes       | Decisión (unánime)                     | Danish MMA Night: Vol. 1                    | 9 de junio de 2018       | 3     | 5:00   | Brøndby             |                                                                                             |
| Victoria  | 9-3    | Bianca Daimoni     | Decisión (unánime)                     | Invicta FC 29: Kaufman vs. Lehner           | 4 de mayo de 2018        | 3     | 5:00   | Kansas City, Misuri | Combate de peso acordado (139.6 libras); Daimoni no alcanzó el peso. Actuación de la Noche. |
| Derrota   | 8-3    | Sarah Kaufman      | Decisión (unánime)                     | Invicta FC 27: Kaufman vs. Kianzad          | 13 de enero de 2018      | 3     | 5:00   | Kansas City, Misuri | Combate de peso acordado (136.7 libras); Kianzad no alcanzó el peso.                        |
| Derrota   | 8-2    | Raquel Pa'aluhi    | Sumisión (estrangulamiento por detrás) | Invicta FC 21: Anderson vs. Tweet           | 14 de enero de 2017      | 1     | 3:40   | Kansas City, Misuri |                                                                                             |
| Derrota   | 8-1    | Tonya Evinger      | TKO (puñetazos)                        | Invicta FC 14: Evinger vs. Kianzad          | 12 de septiembre de 2015 | 2     | 3:34   | Kansas City, Kansas | Combate sin título; Kianzad no alcanzó el peso (136.7 lb).                                  |
| Victoria  | 8-0    | Jessica-Rose Clark | Decisión (unánime)                     | Invicta FC 13: Cyborg vs. Van Duin          | 9 de julio de 2015       | 3     | 5:00   | Las Vegas, Nevada   |                                                                                             |
| Victoria  | 7-0    | Eeva Siiskonen     | Decisión (unánime)                     | Cage Warriors FC 74                         | 15 de noviembre de 2014  | 5     | 5:00   | Londres             | Debut en el peso gallo. Ganó el vacante Campeonato Femenino de Peso Gallo de CWFC.          |
| Victoria  | 6-0    | Megan van Houtum   | TKO (puñetazos)                        | Cage Warriors FC 71                         | 22 de agosto de 2014     | 3     | 2:17   | Amán                | Combate de peso acordado (140 libras).                                                      |
| Victoria  | 5-0    | Annalisa Bucci     | Decisión (unánime)                     | Superior Challenge 10                       | 3 de mayo de 2014        | 3     | 5:00   | Helsingborg         |                                                                                             |
| Victoria  | 4-0    | Milana Dudieva     | Decisión (unánime)                     | ProFC 50                                    | 16 de octubre de 2013    | 3     | 5:00   | Rostov del Don      | Combate de peso acordado (140 libras).                                                      |
| Victoria  | 3-0    | Lina Länsberg      | TKO (puñetazos)                        | Trophy MMA 1                                | 29 de diciembre de 2012  | 3     | 4:44   | Malmö               |                                                                                             |
| Victoria  | 2-0    | Cheryl Flynn       | TKO (puñetazos)                        | Vision FC 5: Finale                         | 1 de diciembre de 2012   | 1     | 2:50   | Estocolmo           |                                                                                             |
| Victoria  | 1-0    | Helin Paara        | Decisión (unánime)                     | MMA Raju 9                                  | 14 de abril de 2012      | 3     | 4:00   | Tallin              | Debut en el peso pluma.                                                                     |